# Cuatresia fosteriana
Cuatresia fosteriana är en potatisväxtart som beskrevs av A.T. Hunziker. Cuatresia fosteriana ingår i släktet Cuatresia, och familjen potatisväxter. Inga underarter finns listade i Catalogue of Life.